# Jean Richer
Jean Richer (1630 – 1696) var en fransk astronom og assistent (élève astronome) for Giovanni Cassini.
mellem 1671 og 1673 rejste han til Cayenne for at observere Mars under dens perigeum. Dette førte til, at han kunne estimere afstanden mellem solen og Mars. 
Han døde i Paris i 1696.